# なんかいサンデー9
『なんかいサンデー9』は、1968年7月7日から1984年3月25日まで、16年近くにわたり、南海放送テレビで日曜日早朝に放送された情報番組である。
番組は「幅広い視聴者層に、ローカル番組の特色を生かしたニュース性あふれる地域教養番組」を目指すと企画され、開始当初は『なんかいサンデー8』として、日曜の午前8時-9時に放送、その後1970年4月に9時-10時に繰り下げてこのタイトルで放送された。協賛は日本電気・新日本電気（NECグループ）、銀天街トップ8であった。
番組は出演者・製作スタッフが総出で、愛媛県の伝統文化・風土・時事ネタなどを展開し、NHKにはない、独自性豊かな県民の暮らしに密着した情報を提供した。放送開始当初は、撮って出し形式で、放送2日前の金曜日夕方（まれに土曜日）に収録したものを日曜に放送していたという。番組の企画会議では出演者・スタッフが取材したテーマを持ち寄り、収録直前の深夜にまで及ぶ白熱した議論が展開されたといわれている。

## 出演
- 香川忠孝（当時アナウンサー）
- 高石佳代子（同上）
- 山本昭夫（当時アナウンサー→報道記者・解説委員）
- 五味久枝（当時アナウンサー→トヨタカローラ愛媛社長出向）
- 糸川千恵子（当時アナウンサー）